# André Mommen
André Mommen (Rekem, 21 februari 1945 - Rekem (Lanaken), 12 mei 2017) was een Belgisch marxistisch politicoloog, redacteur en auteur.

## Levensloop
Mommen studeerde politieke wetenschappen aan de Nederlandstalige afdeling van de Université Libre de Bruxelles (ULB). Hij promoveerde in 1969 met de licentiaatsverhandeling over De erkenning van de Sovjet-Unie door België.
Hij werd onmiddellijk aangeworven in Nederland als vormingswerker bij het Vormingswerk Jongvolwassenen in Tegelen en bleef dit tot in 1971. Midden de jaren 1970 was hij deeltijds docent aan de Katholieke Sociale Academie in Den Haag en aan het Hoger Instituut voor Sociaal-Kultureel Werk in Anderlecht. Tevens verrichtte hij onderzoekswerk aan de VUB bij de marxistische historicus en politicoloog Marcel Liebman.
In 1976 promoveerde hij tot doctor in de wijsbegeerte en letteren met een proefschrift gewijd aan De heterogene ideologische achtergrond van de vroege Belgische Werkliedenpartij. Daarop werd hij benoemd aan de Universiteit van Amsterdam (Centrum voor Economische en Politieke Wetenschappen), waar hij wetenschappelijk bibliothecaris was en docent. Later was hij als gastprofessor verbonden aan de Institut d'études politiques d'Aix-en-Provence. Hij werd vooral bekend door zijn activiteiten in het Vlaams Marxistisch Tijdschrift, waarvan hij van 2000 tot 2017 de hoofdredacteur was, in opvolging van Willy Courteaux.
Mommen bestreek veel onderzoeksvelden, vanuit een scherp historisch inzicht over de sociale, economische en politieke geschiedenis van de moderne tijd. Hij publiceerde meer dan duizend bijdragen in progressieve tijdschriften, zoals De Nieuwe en het Tijdschrift voor Diplomatie.
In de jaren 1980 spitste Mommen zich toe op de Belgische maatschappelijke ontwikkelingen tijdens de twintigste eeuw. Hij publiceerde opgemerkte bijdragen over de crisis van de jaren 1970 en de opkomst van het Belgisch neoliberalisme in de jaren 1980.
In de jaren 1980 was Mommen een van de linkse intellectuelen die zich inzetten voor het eurocommunisme, binnen de context van een vernieuwingsproject aan de Vlaamse zijde van de Kommunistische Partij. Na de verdwijning van de Kommunistische Partij van België, zetten Ludo Abicht, Willy Courteaux, Leo Michielsen en Jef Turf zich in voor de uitbouw van een politiek marxistisch netwerk in Vlaanderen. Er werd hierbij gerekend op de invloed van het Vlaams Marxistisch Tijdschrift.
Om de debatcultuur aan te moedigen, nodigde de redactie onder de leiding van Mommen, Vlaamse academici en andere analisten of opiniemakers uit om bijdragen te leveren. Aan thema's geen gebrek: er waren onder meer de gevolgen van de Val van de Muur, de erosie van de welvaartsstaat, de globalisering, de monetaire crises en de strijd tegen extreemrechts.
Mommen verzorgde jarenlang lezingen in binnen- en buitenland, over hedendaagse maatschappelijke problemen of interessante historische persoonlijkheden, voor cultuurfondsen, syndicale milieus en allerhande sociaal-culturele organisaties.

## Publicaties
- De strategie van het politiserend vormingswerk. Een marxistische analyse, Alphen a/d Rijn: Sansom, 1979
- De Belgische Werkliedenpartij 1880-1914, Gent: Masereelfonds, 1980.
- De teloorgang van de Belgische bourgeoisie, Leuven: Kritak, 1982.
- Linkse visies op de krisis, Antwerpen - Berchem: EPO, 1982 (als redacteur, samen met Wilfried Bossier) .
- Een tunnel zonder einde. Het neo-liberalisme van Martens V en VI, Antwerpen: Kluwer, 1987.
- The Belgian Economy in the Twentieth Century, London/New York: Routledge, 1994.
- Liberalization in the Developing World: Institutional and Economic Changes in Latin America, Africa and Asia, London/New York: Routledge, 1996 (als redacteur, met Alex Fernandez Jilberto).
- Regionalization and Globalization in the Modern World Economy: Perspectives on the Third World and Transitional Economies, London/New York: Routledge, 1998 (als redacteur, met Alex Fernandez Jilberto) .
- 10 jaar na de Val van de Muur, Instituut voor Marxistische Vorming (IMAVO), 2000 (als redacteur).
- De actieve welvaartsstaat in internationaal perspectief, in: Oikos, 2000.
- Eens komt de grote crisis van het kapitalisme. Leven en werk van Jenö Varga, 2002.
- Stalin’s Economist, 2011.
- Migratie, onderwijs en zorg, 2013.
- Russia’s Changing Economic and Political Regimes, 2013 (als redacteur, samen met Andrey Makarychev, Universiteit van Tartu, Estland).